# Parafia św. Wawrzyńca w Gdyni
Parafia św. Wawrzyńca w Gdyni – rzymskokatolicka parafia usytuowana w gdyńskiej dzielnicy Wielki Kack przy ulicy Źródło Marii. Wchodzi w skład dekanatu Gdynia Orłowo, który należy do archidiecezji gdańskiej.

## Historia
Kościół parafialny zastał wzniesiony przez mieszkańców Wielkiego Kacka w latach 1894–1895, dzięki pomocy proboszcza parafii w Chwaszczynie – ks. Jana Bonina. 10 czerwca 1895 bp Leon Redner – ordynariusz chełmiński, poświęcił kościół oraz nadał mu wezwanie ku czci św. Wawrzyńca, a dekretem biskupim ustanowił go kościołem filialnym parafii chwaszczyńskiej pw. św. Apostołów Szymona i Judy Tadeusza.
16 października 1902 bp Augustyn Rosentreter – ordynariusz włocławski, erygował i ustanowił parafię przy kościele filialnym.
25 marca 1992 – papież Jan Paweł II wydał bullę „Totus Tuus Poloniae Populus” reorganizującą administrację kościelną w Polsce i zgodnie z tymi zmianami, parafia stała się częścią Archidiecezji Gdańskiej.
Na terenie parafii znajduje się kapliczka nazwana Źródło Marii, z której wybija potok o takiej samej nazwie.

## Proboszczowie
- 1902–1929: ks. Melchior Bałach[4][5]
- 1929–1948: ks. Jan Paweł Sieg
- 1948–1965: ks. kan. Tadeusz Jasiński
- 1965–1970: ks. Jan Cibura
- 1970–1989: ks. kan. Bronisław Boniecki
- 1989–2015: ks. prał. Ryszard Kwiatek[6][7][8]
- od 15 VI 2015: ks. mgr Jarosław Piotrowski[9]